# Estação Pabellón del Agua EPM
A Estação Pabellón del Agua EPM é uma das estações da Tranvía de Ayacucho, situada em Medellín, entre a Estação San José e a Estação Bicentenario. Administrada pela Empresa de Transporte Masivo del Valle de Aburrá Limitada (ETMVA), faz parte da Linha T-A.
Foi inaugurada em 20 de outubro de 2015. Localiza-se no cruzamento da Avenida Ayacucho com a Carrera 41. Atende o bairro Boston, situado na comuna de La Candelaria.